# أثينا (تينيسي)
أثينا (بالإنجليزية: Athens, Tennessee) هي مدينة تقع بولاية تينيسي في وسط شرق الولايات المتحدة. تأسست عام 1822، تبلغ مساحة هذه المدينة 35.1 (كم²)، وترتفع عن سطح البحر 262 م، بلغ عدد سكانها 13548 نسمة في عام 2010 حسب إحصاء مكتب تعداد الولايات المتحدة وتصل الكثافة السكانية فيها 376.9 نسمة/كم2.

## التركيبة السكانية
حدّد مكتب تعداد الولايات المتحدة بيانات التركيبة السكانية لأثينا في تعداد الولايات المتحدة. في ما يلي، التركيبة السكانية حسب تعدادي 2000 و2010.

### تعداد عام 2000
بلغ عدد سكان أثينا 13,220 نسمة بحسب تعداد عام 2000، وبلغ عدد الأسر 5,550 أسرة وعدد العائلات 3,592 عائلة مقيمة في المدينة. في حين سجلت الكثافة السكانية 329.1 نسمة لكل كيلومتر مربع (852.4/ميل2). وبلغ عدد الوحدات السكنية 6,086 وحدة بمتوسط كثافة قدره 151.5 لكل كيلومتر مربع (392.4/ميل2).
وتوزع التركيب العرقي للمدينة بنسبة 86.33% من البيض و9.32% من الأمريكيين الأفارقة و0.23% من الأمريكيين الأصليين و1.38% من الأمريكيين ذوي الأصول الآسيوية و0.07% من سكان جزر المحيط الهادئ و1.34% من الأعراق الأخرى و1.33% من عرقين مختلطين أو أكثر و3.01% من الهسبانيون أو اللاتينيون من أي عرق.
بلغ عدد الأسر 5,550 أسرة كانت نسبة 33.3% منها لديها أطفال تحت سن الثامنة عشر تعيش معهم، وبلغت نسبة الأزواج القاطنين مع بعضهم البعض 47.2% من أصل المجموع الكلي للأسر، ونسبة 14.8% من الأسر كان لديها معيلات من الإناث دون وجود شريك، بينما كانت نسبة 2.8% من الأسر لديها معيلون من الذكور دون وجود شريكة وكانت نسبة 35.3% من غير العائلات. تألفت نسبة 31.7% من أصل جميع الأسر من عدة أفراد يعيشون في نفس المنزل ونسبة 13% كانت تتألف من شخص يعيش بمفرده يبلغ من العمر 65 عاماً أو أكثر. وبلغ متوسط حجم الأسرة المعيشية 2.29، أما متوسط حجم العائلات فبلغ 2.89.
بلغ العمر الوسطي للسكان 36.5 عاماً. وكانت نسبة 23.9% من القاطنين تحت سن الثامنة عشر، وكانت نسبة 8.6% بين الثامنة عشر والرابعة والعشرين عاماً، ونسبة 27.8% كانت واقعةً في الفئة العمرية ما بين الخامسة والعشرين والرابعة والأربعين عاماً، ونسبة 21.2% كانت ما بين الخامسة والأربعين والرابعة والستين، ونسبة 14.7% كانت ضمن فئة الخامسة والستين عاماً فما فوق. يوجد لكل 100 أنثى 85.0 ذكر، ويوجد لكل 100 أنثى في الثامنة عشر من عمرها فما فوق 80.3 ذكر.
بلغ متوسط دخل الأسرة في المدينة 29,277 دولارًا، أما متوسط دخل العائلة فبلغ 39,563 دولارًا. وكان متوسط دخل الذكور 32,170 دولارًا مقابل 20,917 دولارًا للإناث. وسجل دخل الفرد الخاص بالمدينة 16,877 دولارًا. وكانت نسبة 14.6% من العائلات ونسبة 18.4% من السكان تحت خط الفقر، وكان من هؤلاء نسبة 23.1% تحت سن الثامنة عشر ونسبة 22.1% في الخامسة والستين من العمر وما فوق.

### تعداد عام 2010
بلغ عدد سكان أثينا 13,458 نسمة بحسب تعداد عام 2010، وبلغ عدد الأسر 5,704 أسرة وعدد العائلات 3,498 عائلة مقيمة في المدينة. في حين سجلت الكثافة السكانية 335 نسمة لكل كيلومتر مربع (867.6/ميل2). وبلغ عدد الوحدات السكنية 6,370 وحدة بمتوسط كثافة قدره 158.6 لكل كيلومتر مربع (410.8/ميل2).
وتوزع التركيب العرقي للمدينة بنسبة 84.52% من البيض و8.12% من الأمريكيين الأفارقة و0.35% من الأمريكيين الأصليين و1.64% من الأمريكيين ذوي الأصول الآسيوية و0.04% من سكان جزر المحيط الهادئ و2.36% من الأعراق الأخرى و2.96% من عرقين مختلطين أو أكثر و5.27% من الهسبانيون أو اللاتينيون من أي عرق.
بلغ عدد الأسر 5,704 أسرة كانت نسبة 30% منها لديها أطفال تحت سن الثامنة عشر تعيش معهم، وبلغت نسبة الأزواج القاطنين مع بعضهم البعض 42.4% من أصل المجموع الكلي للأسر، ونسبة 14.6% من الأسر كان لديها معيلات من الإناث دون وجود شريك، بينما كانت نسبة 4.3% من الأسر لديها معيلون من الذكور دون وجود شريكة وكانت نسبة 38.7% من غير العائلات. تألفت نسبة 34.5% من أصل جميع الأسر من عدة أفراد يعيشون في نفس المنزل ونسبة 14.4% كانت تتألف من شخص يعيش بمفرده يبلغ من العمر 65 عاماً أو أكثر. وبلغ متوسط حجم الأسرة المعيشية 2.27، أما متوسط حجم العائلات فبلغ 2.91.
بلغ العمر الوسطي للسكان 39.1 عاماً. وكانت نسبة 22.7% من القاطنين تحت سن الثامنة عشر، وكانت نسبة 10.3% بين الثامنة عشر والرابعة والعشرين عاماً، ونسبة 24.2% كانت واقعةً في الفئة العمرية ما بين الخامسة والعشرين والرابعة والأربعين عاماً، ونسبة 25.5% كانت ما بين الخامسة والأربعين والرابعة والستين، ونسبة 17.3% كانت ضمن فئة الخامسة والستين عاماً فما فوق. وتوزع التركيب الجنسي للسكان بنسبة 46.5% ذكور و53.5% إناث.

## أعلام
- دبليو. ريس سميث جونيور
- جون تايلر مورغان

## وصلات خارجية
- The US50 - Cities and Towns in Tennessee State